# Waldemar Modestowicz
Waldemar Modestowicz (ur. 20 listopada 1954 w Częstochowie) – polski reżyser słuchowisk radiowych, przedstawień teatralnych oraz dubbingu.

## Życiorys
Studiował na Wydziale Historycznym Uniwersytetu im. Adama Mickiewicza w Poznaniu. Podczas studiów uległ fascynacji słynnym Teatrem Ósmego Dnia, z którym później współpracował m.in. jako kompozytor i muzyk. Swoje zainteresowania zwrócił w kierunku teatru i reżyserii. Ukończył także studia w zakresie reżyserii na Wydziale Radia i Telewizji Uniwersytetu Śląskiego. Jako reżyser teatralny zadebiutował 20 czerwca 1989 Pocałunkiem kobiety-pająką Manuela Puiga na deskach Teatru Nowego w Poznaniu. Ponadto współpracował z Teatrem Ósmego Dnia, Teatrem Polskim w Poznaniu, Teatrem Polskim w Szczecinie, Teatrem im. Juliusza Osterwy w Gorzowie Wielkopolskim oraz Słupskim Teatrze Dramatycznym. Od 1984 r. związany z Polskim Radiem. Od 1992 r. pracuje jako reżyser w Teatrze Polskiego Radia. We wrześniu 2009 roku przejął po Stanisławie Grotowskiej reżyserię powieści radiowej Matysiakowie. Jest laureatem tzw. „radiowego Oscara”, czyli nagrody Prix Italia w 2007 roku – za reżyserię radiową.

## Nagrody
- 16 czerwca 2003, Sopot, Festiwal Teatru Polskiego Radia i Teatru Telewizji Polskiej „Dwa Teatry”:
  - Grand Prix festiwalu w kategorii słuchowisk Teatru PR – za reżyserię słuchowiska Nagi sad według powieści Wiesława Myśliwskiego w adaptacji Bogumiły Prządki.
  - Nagroda za reżyserię w kategorii słuchowisk Teatru PR – za reżyserię słuchowiska Noc Walpurgii albo Kroki Komandora (ex aequo z Henrykiem Rozenem nagrodzonym za słuchowisko Rzeka)
- 5 czerwca 2006, Sopot, Festiwal Teatru Polskiego Radia i Teatru Telewizji Polskiej „Dwa Teatry”:
  - Grand Prix festiwalu w kategorii słuchowisk Teatru PR – za reżyserię słuchowiska Gdzie jest ten tani kupiec według scenariusza Alicji Bykowskiej-Salczyńskiej[6]
- 4 czerwca 2007, Sopot, Festiwal Teatru Polskiego Radia i Teatru Telewizji Polskiej „Dwa Teatry”:
  - Grand Prix festiwalu w kategorii słuchowisk Teatru PR – za reżyserię słuchowiska Recycling według tekstu Tadeusza Różewicza
- 20 czerwca 2011, Sopot, Festiwal Teatru Polskiego Radia i Teatru Telewizji Polskiej „Dwa Teatry”:
  - Wyróżnienie honorowe w formie rekomendacji do powtórzenia na antenie ogólnopolskiej i antenach rozgłośni regionalnych – słuchowisko Po sobie według poezji Artura Daniela Liskowackiego w adaptacji i reżyserii Waldemara Modestowicza[7][8]
- 18 grudnia 2011, Warszawa, Złote Mikrofony:
  - Zespół autorów i realizatorów słuchowiska Matysiakowie, w tym m.in. Waldemar Modestowicz, został nagrodzony Honorowym Złotym Mikrofonem za „wybitne osiągnięcia artystyczne, wieloletni żywy kontakt ze słuchaczami, za inicjatywy uruchamiające ogromną aktywność społeczną”[9].
- 21 maja 2012, Festiwal Teatru Polskiego Radia i Teatru Telewizji Polskiej „Dwa Teatry”:
- Grand Prix Festiwalu w kategorii słuchowisk Teatru PR – za reżyserię słuchowiska Hamlet Williama Szekspira[10]
- 15 lutego 2022, Bestsellery Empiku[11],
  - nagroda z reżyserię  dubbingu filmu "Mulan" Disneya
- 25 marca 2022, UK International Audio Drama Festiwal w Canterbrury:
  - 1. nagroda w kategorii dramat radiowy za słuchowisko "Pozwól, że ci opowiem" (autorka: Marta Rebzda)

## Reżyser dubbingu
- 2019: Król lew
- 2015: Avengers: Czas Ultrona
- 2014: Strażnicy Galaktyki
- 2014: Kapitan Ameryka: Zimowy żołnierz
- 2013: Thor: Mroczny świat
- 2013: Iron Man 3
- 2012: Avengers
- 2011–2013: Tess kontra chłopaki
- 2011: Jednostka przygotowawcza: Aniołki kontra Ancymony
- 2011: Auta 2
- 2010: Stich!
- 2010: Aaron Stone
- 2009: Jonas
- 2009: Prawdziwa historia Kota w Butach
- 2009: Góra Czarownic
- 2008: Opowieści na dobranoc
- 2008: WALL·E
- 2008: Opowieści z Narnii: Książę Kaspian
- 2007: Zaczarowana
- 2007: Ratatuj
- 2006: Auta
- 2005: Maggie Brzęczymucha
- 2005: Garbi: super bryka
- 2005: Opowieści z Narnii: Lew, czarownica i stara szafa
- 2004: Iniemamocni
- 2004: Pupilek
- 2004: Pamiętnik księżniczki 2: Królewskie zaręczyny
- 2003: Nawiedzony dwór
- 2002: Śnieżne psy
- 2002–2005: Co nowego u Scooby’ego? (odc. 7-13)
- 1993–1996: Nowe przygody Kapitana Planety
- 1992: Teknoman
- 1992: W 80 marzeń dookoła świata (odc. 1, 7-9, 14-19)
- 1972–1973: Nowy Scooby Doo (odc. 4-5, 8, 16-17, 21, 23)